# Geoff Zanelli
Geoffrey Paul Zanelli, detto Geoff (Westminster, 28 settembre 1974), è un compositore statunitense.

## Carriera
La sua carriera si è contraddistinta per la partecipazione ad oltre 30 film con Hans Zimmer, Harry Gregson-Williams, John Powell, Klaus Badelt e Steve Jablonsky. Ha aiutato i rispettivi compositori nella creazione di colonne sonore per film come L'ultimo samurai, Pearl Harbor, la pentalogìa de Pirati dei Caraibi (di cui firma autonomamente la colonna sonora del quinto capitolo) e tanti altri. Da allora ha cominciato a lavorare per lo più da solo. Dal 2006 ha composto per film come Secret Window, Hitman, Ghost Town e Disturbia. Inoltre ha lavorato con illustri registi come Steven Spielberg e Ridley Scott. Oltre che per i film, Zanelli ha composto anche per artisti come Robbie Williams e Pink (cantante).

## Filmografia

### Cinema
- Hannibal, regia di Ridley Scott (2001), musiche addizionali
- Feast, regia di George Newnam (2001)
- La maledizione della prima luna, regia di Gore Verbinski (Composto: Barbossa Is Hungry, su temi di Klaus Badelt e Hans Zimmer) (2003)
- Secret Window, regia di David Koepp (2004)
- House of D, regia di David Duchovny (2004)
- Into the West (2005) - Miniserie TV - Vincitore di un Emmy Awards
- Hitman - L'assassino (Hitman), regia di Xavier Gens (2007)
- Disturbia, regia di D. J. Caruso (2007)
- Ghost Town, regia di David Koepp (2008)
- Delgo e il destino del mondo (Delgo), regia di Marc F. Adler (2008)
- Gamer, regia di Mark Neveldine e Brian Taylor (2009)
- Outlander - L'ultimo vichingo (Outlander), regia di Howard McCain (2009)
- The Pacific (2010) - Miniserie TV
- You May Not Kiss The Bride, regia di Rob Hedden (2010)
- Should've Been Romeo, regia di Mark Bennett (2011)
- Beneath the Darkness, regia di Martin Guigui (2011)
- Rango, regia di Gore Verbinski (Composto: Rattlesnake Jake, Mayor's, Holy Spigot), (2011)
- Pirati dei Caraibi - Oltre i confini del mare, regia di Rob Marshall (Composto: Spagna), (2011)
- L'incredibile vita di Timothy Green, regia di Peter Hedges (2012)
- The Lone Ranger, regia di Gore Verbinski (Arrangiato: Gioachino Rossini "Guglielmo Tell" e materiale aggiuntivo di Hans Zimmer per "Finale."), (2013)
- Mortdecai, regia di David Koepp (2015)
- Pirati dei Caraibi - La vendetta di Salazar, regia di Joachim Rønning e Espen Sandberg (2017)
- Il tenente ottomano (The Ottoman Lieutenant), regia di Joseph Ruben (2017)
- Ritorno al Bosco dei 100 Acri (2018)
- Traffik - In trappola, regia di Deon Taylor (2018)
- La legge dei più forti (Black and Blue), regia di Deon Taylor (2019)
- Scarpette rosse e i sette nani (Red Shoes and the Seven Dwarfs), regia di Sung-ho Hong (2019)
- Maleficent - Signora del male, regia di Joachim Rønning (2019)
- Ve ne dovevate andare (You Should Have Left), regia di David Koepp (2020)
- The First Lady - serie TV (2022)
- The Hill, regia di Jeff Celentano (2023)